# Anticarsia obliqua
Anticarsia obliqua är en fjärilsart som beskrevs av Moore 1882. Anticarsia obliqua ingår i släktet Anticarsia och familjen nattflyn. Inga underarter finns listade i Catalogue of Life.